# Колин Хендри
Едвард Колин Џејмс Хендри (енгл. Edward Colin James Hendry; 7. децембар 1965) бивши је шкотски фудбалер.

## Биографија
Играо је на позицији одбрамбеног играча, посебно је упамћен играма у Премијер лиги за Блекбурн роверс, са којим је био део тима који је освојио титулу 1995. године. Такође је играо за још неколико тимова у Енглеској и Шкотској. Наступао је за Данди, Манчестер сити, Ренџерс, Ковентри сити и Болтон вондерерс. Играо је 51 пут за репрезентацију Шкотске, постигавши три гола. Био је члан репрезентације на Европском првенству 1996. На Светском првенству 1998. у Француској је био капитен Шкотске.
Након што је завршио играчку каријеру, преузео је место менаџера Блекпула. Касније се вратио у Блекбурн као део њиховог тренерског штаба, пошто је претходно био помоћник тренера Бостон јунајтеда.
Супруга Дениз је преминула 10. јула 2009. године. Њена смрт је узрокована компликацијама током операције која је била потребна након естетске операције урађене у априлу 2002. године. Имају четворо деце. Његов син Калум је такође фудбалер.

## Успеси
Блекбурн роверс
- Премијер лига: 1994/95.[4]

Ренџерс
- Премијер лига Шкотске: 1998/99.
- Куп Шкотске: 1998/99.
- Лига куп Шкотске: 1998/99.